# 四斑槳鰭麗魚
四斑槳鰭麗魚為輻鰭魚綱鱸形目隆頭魚亞目慈鯛科的其中一種，分布於非洲馬拉威湖流域，體長可達20公分，棲息在底中層水域，生活習性不明，可作為觀賞魚。